# Kirstie
Kirstie (2013-2014) – amerykański serial komediowy stworzony przez Marco Pennette'a. Główną rolę zagrała amerykańska aktorka Kirstie Alley w roli Madison "Maddie" Banks.
Premiera serialu miała miejsce w Stanach Zjednoczonych 4 grudnia 2013 roku na amerykańskim kanale TV Land. W Polsce premiera serialu zadebiutuje 2 kwietnia 2014 roku na antenie Universal Channel.

## Opis fabuły
Serial opisuje perypetie Madison "Maddie" Banks (Kirstie Alley), aktorki z Broadwayu, która przez lata prowadziła wygodne, pełne przyjemności i rozkoszy życie. Nagle idyllę zakłóca wizyta postaci z przeszłości. W drzwiach pojawia się jej syn Arlo (Eric Petersen), którego 26 lat wcześniej oddała do adopcji. Za namową najlepszej przyjaciółki Thelmy (Rhea Perlman) i kierowcy Franka (Michael Richards), postanawia zaprosić go do domu i namawia, aby pozostał na Manhattanie.

## Obsada

### Główni
- Kirstie Alley jako Madison "Maddie" Banks (urodzona jako Brenda Kluszewski)[5]
- Eric Petersen jako Arlo Barth, syn Maddie[5]
- Rhea Perlman jako Thelma Katz, osobista sekretarka Maddie[5]
- Michael Richards jako Frank Baxter, kierowca Maddie[5]

### Goście specjalni
- Jason Alexander jako Stanford Temple, agent Maddie
- Richard Burgi jako Tony Cameron
- Kristin Chenoweth[4] jako Brittany Gold
- Kristen Johnston[4] jako "prawdziwa" Madison Banks
- Cloris Leachman[4] jako Shirley Kluszewski, matka Maddie
- Gilles Marini jako Michel, osobisty szef Maddie
- Christopher McDonald jako Jeffrey Sheppard
- Geoff Pierson jako Hugh Winters
- Lucila Sola jako Lucila, druga osobista szefowa Maddie
- John Travolta[4] jako Mickey Russo
- George Wendt[4] jako Duke Bainbridge, eksmąż Thelmy

## Odcinki
| Sezon | Sezon | Odcinki | Oryginalna emisja | Oryginalna emisja | Oryginalna emisja | Oryginalna emisja | Oryginalna emisja |
| Sezon | Sezon | Odcinki | Premiera sezonu   | Finał sezonu      | Premiera sezonu   | Finał sezonu      |                   |
| ----- | ----- | ------- | ----------------- | ----------------- | ----------------- | ----------------- | ----------------- |
|       | 1     | 12      | 4 grudnia 2013    | 26 lutego 2014    | 2 kwietnia 2014   | brak danych       |                   |

### Sezon 1 (2013-2014)
| №  | Tytuł              | Reżyseria    | Scenariusz                   | Premiera         | Premiera        |
| -- | ------------------ | ------------ | ---------------------------- | ---------------- | --------------- |
| 1  | Pilot              | Andy Cadiff  | Marco Pennette               | 4 grudnia 2013   | 2 kwietnia 2014 |
| 2  | Arlo Moves In      | Andy Cadiff  | Mark Driscoll                | 4 grudnia 2013   | brak danych     |
| 3  | Arlo's Birthday    | Anthony Rich | Danny Jacobson Sarah Masson  | 11 grudnia 2013  | brak danych     |
| 4  | Little Bummer Boy  | Andy Cadiff  | Heidi Perlman                | 18 grudnia 2013  | brak danych     |
| 5  | The Girl Next Door | Andy Cadiff  | Danny Jacobson Sarah Masson  | 1 stycznia 2014  | brak danych     |
| 6  | Mickey & Maddie    | Andy Cadiff  | Steve Baldikoski Bryan Behar | 8 stycznia 2014  | brak danych     |
| 7  | Like a Virgin      | Andy Cadiff  | Marco Pennette               | 22 stycznia 2014 | brak danych     |
| 8  | Maddie vs. Maddie  | Andy Cadiff  | Steve Baldikoski Bryan Behar | 29 stycznia 2014 | brak danych     |
| 9  | When They Met      | Andy Cadiff  | Mark Driscoll                | 5 lutego 2014    | brak danych     |
| 10 | Thelma's Ex        | Andy Cadiff  | Mark Driscoll                | 12 lutego 2014   | brak danych     |
| 11 | Maddie's Agent     | Andy Cadiff  | Andy Gordon                  | 19 lutego 2014   | brak danych     |
| 12 | The Dinner Party   | Andy Cadiff  | Andy Gordon                  | 26 lutego 2014   | brak danych     |